# Lycaena melanotoxa
Lycaena melanotoxa är en fjärilsart som beskrevs av Marott 1882. Lycaena melanotoxa ingår i släktet Lycaena och familjen juvelvingar. Inga underarter finns listade i Catalogue of Life.